# Матвеев, Николай Константинович
Николай Константинович Матвеев — советский хозяйственный и политический деятель.

## Биография
Родился в 1898 году в Вельске. Член КПСС.
Участник Первой мировой и Гражданской войны.
Окончил МАИ.
До 1944 года — инженерный и руководящий работник на заводе «Авиаприбор» и в других организациях авиационной промышленности.
В 1944—1959 гг. — начальник ОКБ-3.
За многолетнюю деятельность в области авиационного приборостроения и за создание новых типов авиаприборов был в составе коллектива удостоен Сталинской премии за выдающиеся изобретения и коренные усовершенствования методов производственной работы 1949 года.
За научные и конструкторские работы по контролю технологического процесса диффузионного завода был в составе коллектива удостоен Сталинской премии по Постановлению СМ СССР № 4964-2148сс/оп от 6 декабря 1951 года.
За разработку конструкции основных узлов изделий РДС-6с, РДС-4 и РДС-5 был в составе коллектива удостоен Сталинской премии по Постановлению СМ СССР № 3044-1304сс от 31 декабря 1953 года.
Умер после 1959 года в Москве.

## Награды
- Орден Ленина
- Орден Трудового Красного Знамени (четырежды)
- Орден Красной Звезды